# Мохика, Хоан
Хоан Андрес Мохика Паласио (исп. Johan Andrés Mojica Palacio; род. 21 августа 1992 года в Кали) — колумбийский футболист, защитник клуба «Мальорка».

## Клубная карьера
Начал профессиональную карьеру в 2011 году в «Академии», откуда через год перебрался в «Льянерос». В 2013 году был отдан в аренду «Депортиво Кали», а затем испанскому «Райо Вальекано». Летом 2014 года «Райо Вальекано» выкупил игрока, подписав с ним контракт на четыре года, но сразу же отдал в аренду «Вальядолиду». В августе 2015 года аренда была продлена ещё на один сезон. Зимой 2017 года отправился в аренду в «Жирону» на вторую половину сезона. После выхода в Примеру каталонский клуб продлил аренду колумбийца на полный следующий сезон.

## Международная карьера
За сборную Колумбии Мохика дебютировал 26 марта 2015 года в товарищеском матче со сборной Бахрейна, где, выйдя на замену на 63-й минуте вместо Хуана Фернандо Кинтеро, на 79-й минуте забил пятый из шести безответных мячей в ворота соперника. Участвовал в Чемпионате мира 2018.